# Gerhart Banco
Gerhart Banco (* 26. April 1926 in Wien; † 29. Oktober 2024 in Pöchlarn) war ein österreichischer Blasmusik-Komponist, Musikpädagoge und Kirchenmusiker.

## Leben
Der Sohn eines Bauingenieurs besuchte Grundschule und humanistisches Gymnasium in Wien. Von 1947 bis 1971 war Banco Pflichtschullehrer, von 1960 bis 1989 Musikschulleiter in Pöchlarn.
Nach Selbststudium auf dem Klavier erhielt er Unterricht bei einer Privatlehrerin. Er erlernte im Selbstunterricht Flügelhorn, Helikon, Tenorhorn und Klarinette in Hirschbach im Mühlkreis. Später war er als Hornist und Oboist im Streichorchester in Waidhofen an der Thaya tätig. Als einziges Instrument erlernte er darauf Violine bei einem Musikschullehrer. 1949 gründete er eine Musikkapelle in Buchbach, wo er auch die einklassige Schule leitete und den Organistendienst übernahm. Er spielte im Blasorchester Waidhofen 1. Flügelhorn, in der Tanzkapelle Waidhofen Trompete und in einem Streichquartett 2. Violine. 1949 bis 1951 besuchte er Organistenkurse am Kirchenkonservatorium in St. Pölten (Abschlussprüfung mit Auszeichnung).
1956 übersiedelte Banco nach Pöchlarn, unterrichtete an der Hauptschule und wurde dort Chorleiter und Organist. Auch in der Musikschule wurde er angestellt, die er ab 1960 leitete. Im Jahr 1957 gründete er die Stadtkapelle Pöchlarn. Er unternahm Privatstudien bei Erwin Miggl und Ernst Tittel in Kontrapunkt und Komposition in Wien. Er leitete einige Jahre ein kleines Kammerorchester in Melk und wirkte im Bezirkslehrerorchester der Bezirke Melk–Scheibbs meist als Hornist oder als Bratschist mit. Nach dem Tod des Dirigenten übernahm er die Leitung von 1980 bis 1993.
Im Jahre 1971 gab Banco den Dienst als Lehrer auf und übernahm vollberuflich die Leitung der Musikschule Pöchlarn. Er unterrichtete Klavier, Violine und allerlei Blasinstrumente. Im Mai 1977 wurde ihm der österreichische Titel Professor verliehen, und er war Preisträger eines Kompositionswettbewerbes des ORF-Landesstudio Niederösterreich im Jahre 1980. Er komponiert kirchliche Werke, konzertante und symphonische Blasmusik, Kammermusik für Bläser, Schulwerke und geistliche Blasmusik.
Bei einem Wettbewerb des ORF erhielt Banco mit der Fanfare für den n.ö. Theatersommer Opus 126 Nr. 2 den ersten Preis. Mit der Ostarrachi-Fanfare Opus 212 gewann er den ersten Preis im niederösterreichischen Blasmusikverband. Auch bei einem Jagdhornmusik-Wettbewerb im Jahre 2004 wurde er mit dem 1. Preis bedacht (aus Opus 280 die Nr. 1).
An runden Geburtstagen, zum ersten Mal am 60., fanden Kompositionskonzerte mit ausschließlich eigenen Werken statt, gespielt von der Stadtkapelle Pöchlarn oder von einem Bezirks-Auswahlorchester. Einige Male war Banco dabei auch Solist auf den verschiedensten Instrumenten zu hören. Mit 70 Jahren legte er das Musikerleistungsabzeichen auf drei Instrumenten ab, auch zum 85. Geburtstag war er Solist auf Trompete, Fagott und Saxophon. So fand auch am 24. April 2016 ein Geburtstagskonzert zum 90. Geburtstag mit seinen Kompositionen statt. Im Rahmen dieses Konzertes erhielt er die große Auszeichnung der Stadtgemeinde, die Ehrenbürgerschaft. Auch wurde ihm die Bürgerurkunde der Partnerstadt Riedlingen und die höchste Auszeichnung des Niederösterreichischen Blasmusikverbandes, die Josef Leeb-Medaille, überreicht.

## Werke

### Werke für Blasorchester
- Festliches Vorspiel, Opus 16
- Andreas Hofers Abschied vom Leben, Variationen und Fuge Opus 31
- Zwei Festrufe Opus 40
- Sonatine für drei Klarinetten Opus 43
- Intrada Festival Opus 46
- Gesellige Runde, Rondo Opus 57
- Elegie Opus 60
- Junge Kameraden, Marsch Opus 62
- Totengedenken Opus 65
- Kleines Vorspiel Opus 72
- Suite in vier Sätzen, Opus 81 (1970)
- Auf alten und neuen Pfaden, Konzertmarsch Opus 87 (1971)
- Romanze Opus 91
- Rondo alla marcia, Konzertstück Opus 100
- Bagatelle Opus 101
- Tanz a la Beguine Opus 102
- Kleine Phantasie Opus 103
- Das große Fest Opus 110 (1976)
- 3 Festliche Fanfaren für Blechbläser Opus 126
- 7 Sehr unregelmäßige Bagatellen Opus 130
- Festliches Andante Opus 133
- Heimatlieder – Potpourri (Bearb.) Opus 134
- Auf gutem Weg. Konzertmarsch Opus 135
- Die Stille, die Heilige Nacht (Variationen) Opus 136
- Der Baß – Boss. Konzertstück f. F-Tuba u. Blasorch. Opus 146
- Schlaf wohl, du Himmelsknabe du (Variationen) Opus 148
- Abschiedsgesang (Variationen über Auld Lang Syne) Opus 150
- Konzert für Trompete, Posaune und Blasorch. Opus 160
- Nibelungen – Festmarsch. Konzertmarsch Opus 167
- Divertimento für gr. Blasorchester (8 Sätze) Opus 168
- Unser Heimatort, ein schönes Stück N.Ö. Opus 169
- Romantische Skizze für Horn und Blasorchester Opus 178
- Fantasiestück für Oboe und Blasorchester Opus 188
- Die fesche Linzerin (Tenorh. u. Blo. v. Traunwieser) Bearbeitung Opus 189
- Kleine Geschichte. Konzertstück Opus 195
- Concertino für Tenorh. u. Blasorch. Opus 196
- Mexican Trumpets von Beck. Bearb. u. Neuinstr. Opus 198
- Intermezzo F. Blasorch. („Kumpelpolka“) Opus 199
- Tango Clarino f. 3 Soloklar. u. Blasorch. Opus 200
- Kleines Präludium Opus 201
- Miniaturen – Suite (5 kl. Stücke) Opus 202
- Hoch Heidecksburg. Marsch von Herzer. Bearb. u. Instr. Opus 204
- Ostarrichi-Fanfare Opus 212
- Unser Fest. Festmusik Opus 216
- Ostrong-Polka Opus 218
- Der malende Fährmann. Konzertmarsch Opus 220
- Festliches Musikstück Opus 222
- Weu’s d’a Herz hast wia a Bergwerk. v. Fendrich, Bearb. Opus 224
- Millenniumsfanfare St. Oswald Opus 236
- Dixie ´98 Opus 239
- Konzert für Altsaxophon u. Blasorch. Opus 241
- Wir gratulieren. Geburtstagsmarsch Opus 247
- Rhythmische Übungen f. Blasorch. mit Schlagwerk Opus 248
- Stoßübungen f. Blasorchester mit Schlagwerk Opus 248
- O du stille Zeit. Variationen über das Lied von Cesar Bresgen Opus 250
- Ins neue Jahrtausend. Walzer in Rondoform Opus 252
- Pasticcio für Tenorhorn und Blasorch. Opus 255
- Kleine Festmusik. Festl. Musikstück. Opus 257
- Konzertstück in Rondoform mit Variationen Opus 262 (Ursprünglicher Titel „Kein Marsch“).
- Schwung hält jung (vorher „Hurra, wir marschieren“). Marsch (für Jugendkapellen) Opus 263 Nr. 10 a
- Polka – Intermezzo Opus 266
- 3 Stücke f. gr. Blasorch. Opus 267
- Jubiläumsmusik Opus 275
- Festhymnus und Lied „Alt-Bechelaren“ Opus 276
- Festhymnus mit neuem Mittelteil Opus 276 a
- Hermann-Polka Opus 279
- Floriani-Messe Opus 283
- Alles Gute Opus 288
- Christophs Monogramm. Konzertstück Opus 295
- BAG-Fanfare Opus 299
- Hymne an das Waldviertel 306
- Schloß Artstetten. Konzertstück Opus 310
- Partnerschaftsmusik (4 Sätze) Opus 318
- Intermezzo Nr.2 (Loisl-Galopp) Opus 332 B
- Neuda - Choral (Nach einer Flügelhornstimme)op.336 Nr. 1
- Neuda - Marsch (Nach einer Flügelhornstimme) Opus 336 Nr. 2
- Stimmungsbild für Fagott und Blasorchester Opus 339
- Concertino für Horn, Tenorhorn, Fagott und Blasorchester Opus 340
- Intermezzo Nr. 3 für Blasorchester Opus 343
- Ötscherlied - Marsch Opus 346
- Meerstern, ich dich grüße mit Vor - und Zwischenspielen Opus 350
- Übungen für exakte Rhythmik Opus 355
- Bergwanderung - Konzertstück Opus 356
- Stelldichein beim Brünndelein - Konzertstück Opus 357
- Wachauer Hauermarsch Satz und Instrumentierung. Opus 362
- 3 Stücke für Baritonsax und Blasorchester Opus 363
- Piccolopolka für Solopiccolo und Blasorchester Opus 364
- Großstadtindustrie in musikalischen Bildern Opus 365
- Feststück Opus 367
- Unser Jubiläum Opus 369
- Wir feiern Opus 374
- Übungen und Spielstücke mit Synkopen und Vorausnahmen Opus 383
- Konzertstück für 2 Tuben und Blasorchester Opus 391
- Intermezzo Nr. 4 Opus 394
- Heitere Suite Opus 395
- Gute Laune. Kleiner Konzertmarsch Opus 396
- Brautlied von Richard Wagner. Satz und fugierter Mittelteil. Opus 397
- Die Gedanken sind frei. Variationen und Fuge Opus 398
- Solisten - Concertino Opus 400
- Taufrisches Entlein. Lied aus Litauen mit Variationen Opus 401 a
- Fanfare und Festmusik für Artstetten Opus 403
- Intermezzo capriccioso Opus 411
- Divertimento für Blasorchester. 5 Sätze Opus 415
- Concertino piccolo für Flöte, Oboe und kleines Blasorchester. 3 Sätze Opus 416.
- Mutig voran. Kleiner Konzertmarsch.- Opus 417
- Marschintermezzo Opus 418
- Partnerschaftsmarsch Opus 419
- „Der alte Musikant“. 5 kleine Stücke mit je 1 Soloinstrument und Blasorchester. Für meinen 90. Geburtstag. Opus 420
- Festliche Trachten. Marschartiges Musikstück für die Goldhaubengruppe Opus 426
- Dunkelsteiner Klänge. Kleines Konzertstück Opus 428
- Festmusik für mittleres Blasorchester Opus 431
- „Danke.“ Kleiner Konzertmarsch Opus 432
- Polka Intermezzo für mittleres Blasorchester Opus 434
- Der Goldmax. Konzertpolka für Solotenorhorn und Blasorchester Opus 436

### Werke mit Bläsern
- Deutsche Festmesse (Psalmenproprium) Chor, Volk und 4 Bläser op. 75
- Missa Papae Joanni Pauli secundi, op. 128 (1980) 7st. Chor, 17 Bläser, Pk.
- Kleine Weihnachtsmesse (deutsch) Chor und 10 Bläser op. 165
- Deutsche Messe von Schubert Vorspiele und Sätze op. 184
- Erstkommunionlieder (Vorspiele und Blasorchestersätze) op. 209
- Sonnengesang des Hl. Franz von Assisi Chor u. 4 Bläser op. 210
- Komm, Schöpfer Geist (für Papstbesuch) Chor, Volk, 19 Bläser op. 237
- Passionsmusik für Eibesthal (27 Nummern für 9 Bläser + Orgel) op. 242
- Maria durch ein´Dornwald ging (Vorspiel und Satz f. 10 Bläser) op. 253
- Deutsche Chormesse für Chor und 6 Bläser op. 260
- Postludium für Orgel, 4 Bläser und Pauken op. 264
- Interludium für 4 Hörner und Orgel op. 298
- Ave verum von Mozart. Satz für Blasorchester Ohne Opuszahl.
- Deutsche Messe für die Heilige Nacht für Chor und Bläserquintett Opus 390
- Zogen einst 5 wilde Schwäne (aus Litauen) Liedsatz mit Variationen für 8 Bläser
- Auf der Heide blühn die letzten Rosen für Solohorn und kleines Blasorchester Opus 406

### Blechbläsergruppen
- 3 Fanfaren für Naturfanfarenquartett op. 28
- Fanfaren für die Sternsinger für 2 Trompeten uder 3 Posaunen op. 35
- Fanfare für die Stadt Laa a) für 4 Trompeten und 4 Posaunen op. 38 a
- Fanfare für die Stadt Laa b) für Blasorchester op. 38 b
- Silberfanfare für Solotrompete, Blechbläser und Pauken op. 83
- Musik für 3 Trompeten op. 88
- Musik für 4 Posaunen op. 90
- Trio in 4 Stilen für Trompete, Tenorhorn und Tuba op. 92
- Vier neue Fanfaren für Naturfanfarenquartett op. 95
- Quartett für 4 Trompeten op. 96
- 9 Miniaturen für 3 tiefe Instrumente op. 98
- 4 Trauermärsche für Bläserquartett op. 105
- 6 Trauerlieder und Sätze für div. Besetzungen op. 107
- Nibelungenmarsch für 4 Pless- und 2 Parforcehörner op. 108
- Spielstücke für 3 gleiche Instrumente op. 115
- Spielstücke für 3 tiefe Instrumente op. 116
- 12 Duette für 2 Zugposaunen op. 120
- 8 Stücke für 4 Trompeten mit obligatem Da Capo op. 122
- 2 Festliche Rufe für Bläserquartett op. 123
- 3 Festliche Fanfaren in div. Besetzungen op. 126 a, b, c
- Waldandacht für 2 Trompeten un Baritonsingstimme op. 132
- 9 Quartette im 5/4 Takt in 9 Tonarten op. 137
- 12 kleine Stücke für 2 Flgh. und Tenorhorn op. 139
- 4 kleine Trauermärsche für 3 Flügelhörner und Tenorhorn op. 140 a
- 4 kleine Trauerchoräle für 3 Flügelhörner und Tenorhorn op. 140 b
- 4 Sextette für 3 Trompeten und 3 Posaunen op. 142
- Kleine Stücke für Flügelhorn und Waldhorn op. 143
- Blechbläserquartett für 2 Trompeten und 2 Posaunen op. 145
- Waldhornquartette op. 149
- Kleine Duette für Waldhorn (auch 2 Klar. oder 2 Tromp.) op. 152
- Duette für Tuba und Tenorhorn op. 154
- 2 Bläsersätze mit Vorspielen für Horn, 2 Pos. und Tuba op. 156 1+2
- Widerspruch von Schubert. Klaviersatz für 2 Trp. Horn, 2 Pos., Tuba 156/3
- Kleine Fanfare für Trompete, Horn und Tenorhorn op. 157
- „Feierabend“ für Bläserquartett (auch Blasorchester) op. 158
- Sätze vorweihnachtlicher Kinderlieder 2 Trp. +Pos. op. 161
- Drei lyrische Stücke für Flgh. Tenh. und Tuba op. 166
- Spielmusik für Tuben (10 Duos, 8 Trios, 6 Quartette) op. 170
- Festliches Fanfarenstück für 2 Trompeten op. 171 Nr. 1
- 5 Fanfaren für Naturfanfarenquartett op. 171 Nr. 2 bis 5
- 3 Fanfaren für Naturfanfarentrio op. 171 Nr. 6 bis 8
- Trauermarsch und 2 Lieder für 3 Tenorhörner op. 172
- Blechbläserquintett in 6 Sätzen op. 176
- Freude schöner Götterfunken mit Var. für Bläserquintett op. 180
- 4 Quintettsätze  (Lieder) für 2 Trp. 2 Hörner und Pos. op. 183
- 6 Quartette für 4 Trompeten (geringe Höhenanforderungen) op. 186
- 6 Quartette (Ausgabe für 4 Altsaxophone) op. 186
- 10 Trios für 2 Trompeten und Tenorhorn (Posaune) op. 187 b
- Ganz Leicht. 12 Stücke für 2 Instrumente mit Bass ad lib. op. 187 c
- Fanfarenklänge für 2 Trompeten(10 Stücke) op. 191
- Zum Jahreswechsel Trp. 2 Tenorh. Tuba op. 192
- 10 Trompetentrios op. 203
- Anfängerduette für div. Besetzungen op. 213
- Marsch brillante für 3 Trp. und 3 Hörner op. 217
- 20 Duette für Trompete und Tenorhorn (auch Pos. od. Tuba) op. 219
- 20 Trios für 2 Trp. und Tenorhorn op. 221
- Ständchenmusik in verschiedenster Art op. 222
- Allerlei Tänze und andere Stücke für 3 Hörner op. 227
- Geburtstagsfox für 2 Flgh. 3 Tenorh. u. Tuba op. 229
- 8 Quartette für 3 Trompeten und Tuba op. 230
- 16 Quintette und Sextette versch. Besetzungen op. 231
- Messe von Michael Haydn für Hornquartett op. 232
- Messe von Michael Haydn für Posaunenquartett op.232 a
- 80 Volksweisen für vielerlei Besetzungen. op. 251 a bis h
- Miniquartett. 5 Stücke für Bläserquartett op. 258
- Passauer Postludium für Bläserquartett und Orgel op. 264
- 4 Trios für 2 Tenorhörner und Tuba op. 265
- 5 Quintette für 2 Trompeten und 3 tiefe Instrumente op. 268
- Trauermusik für 2 Trompeten (6 Stücke) op. 271
- Platzkonzert der Jäger für 3 Pleß- u. 2 Parforcehörner in B op. 280 Nr. 1
- Platzkonzert der Jäger für 4 Parforcehörner in Es op. 280 Nr. 2
- 20 neue Duette für 2 Trompeten op. 285
- Fanfare 80 für 3 Trp. u. Tenorhorn (Tuba) op. 287
- Quartett für 3 Tenorhörner und Tuba op. 290
- Interludium für 4 Hörner und Orgel op. 298
- 6 Quartett für 3 Trompeten und Tuba op. 309
- 10 Duette für Horn und B-Tuba op. 311
- 6 Quartette für 2 Flgh. Tenh. und Tuba op. 314
- Große Jagdhornfanfare für 8 Jagdhörner op. 323 Nr. 1
- Im Polkatempo op. 323 Nr. 2
- Zum Ausklang op. 323 Nr. 3
- Silvestermusik für Trompete und 4 tiefe Instrumente op. 324: Nr. 1 Silvesterfanfare, Nr. 2 Silvestertanz, Nr. 3 Silvesterglocken, Nr. 4 Feuerwerk
- 3 Jubiläumsmärsche für 3 Pleßhörner und 3 Parforcehörner in B op. 329 a
- 3 Jubiläumsmärsche für 4 Parforcehörner in Es (mit Umschaltventil) op. 329 b
- Nibelungenmesse für 4 Parforcehörner in Es (9 Teile) Opus 330
- Passionsgedanken für 3 Flügelhörner (Trompeten) (2 Stücke) Opus 331 B
- Interludium für 2 Flügelhörner, 2 Tenorhörner, 2 Hörner und Tuba Opus 332
- Loisl-Galopp (Intermezzo Nr.2.) Originalbesetzung: 2 Flgh.,2 Tenorhörner,2 Es-Trompeten oder Hörner und Tuba. op. 332 A
- Stücke für das Altjahrblasen für Trompete, 3 Tenorhörner und Tuba Op.338
- Fanfare für Trompete, Horn und Tenorhorn („Kapellmeisterfanfare“) Opus 341
- Trio für 2 Tenorhörner und Tuba Opus 347
- Basilika - Fanfare für 4 Trompeten, 4 Posaunen und Tuba Opus 352
- Siebenstimmige Partita für Blechbläser Opus 354
- Festmusik TSS für 3 Trompeten, 3 Posaunen und Tuba Opus 360
- Meditation über "Jesus, dir leb ich. Quintett op. 368
- Festmusik für 3 Trompeten, Posaunen und Tuba op.369
- Ständchen. Quintett op. 372
- Stücke für 4 Jagdhörner op. 375
- 10 Jägerlieder für Trp.,  Tenorhorn und Posaune op. 376
- Kleine Stücke für 3 Trompeten und Tenorhorn (Posaune) op. 377
- Echofanfare für 3 Trompeten, 3 Posaunen und Tuba op.379
- 5 Quintette für 5 Waldhörner op. 380
- 5 Quintette für 3 Trompeten und 2 Tenorhörner Opus 384
- Happy fünfzig für Quintett. Karl Schagerl zum 50er Opus 385
- Fanfare und Festmusik für 3 Trp. 2 Pos. und Tuba Opus 386
- Präludium und Fuge für 2 Trp. Pos.und Tuba. Prof.Hans Gansch gewidmet. Opus 389
- Fanfare 90 für 3 Trompeten, 3 Tenorhörner und Tuba Opus 392 Nr.1
- Magistra - Fanfare für 3 Trompeten, 3 Tenorhörner und Tuba Opus 392 Nr.2
- Fanfare und Festmusik für 4 Trompeten, 3 Tenorhörner und Tuba Opus 392 Nr.3
- Tischler Zunftfanfare für 3 Trompeten, 3 Tenorhörner und Tuba Opus 392 Nr.4
- Fanfare und Gratulationsmusik für 3 Trompeten, 3 Tenorhörner und Tuba Opus 392 Nr.5
- Halleluja-Fanfare für 3 Trompeten, 3 Tenorhörner und Tuba Opus 392 Nr.7
- Kleine Fanfare für 3 Trompeten, 3 Tenorhörner und Tuba Opus 392 Nr.8
- Festliche Klänge für 3 Trompeten, 3 Tenorhörner und Tuba Opus 399
- Hornqartett in 4 Sätzen Opus 413
- Hast du da droben vergessen auf mich von Franz Lehar Satz für Bläserquartett Opus 414
- 7 kleine Trios für 2 Flügelhörner und Tenorhorn Opus 430
- 10 Stücke für 2 Tenorhörner und Tuba Opus 435
- 3 kleine Stücke für 7Blechbläser Opus 437
- 3 Sätze für 4 tiefe Instrumente Opus 438

### Holzbläsergruppen
- Sonatine für 3 Klarinetten op. 48
- Duett Nr. 1 für Violine und Klarinette op. 73 (3 Sätze)
- Duett Nr. 2 für Violine und Klarinette op. 74 (3 Sätze)
- Quartett für 3 Klarinetten und Baßklarinette op. 97 (5 Sätze)
- Kleines Flötenquartett op. 106 (3 Sätze)
- Spielstücke für 3 gleiche Instrumente op. 115
- Spielstücke für 2 Flöten op. 119
- 9 Quartette im 5/4 Takt op. 137
- 10 Duette für 2 Altsaxophone op. 163 Nr. 1
- 6 Trios für 2 Altsaxophone und Tenorsaxophon op. 163 Nr. 2
- Divertimento für Saxophonquartett op. 163 Nr. 3 (8 Sätze)
- Holzbläserquartett für Flöte, 2 Klarinetten und Fagott (8 Stücke)
- 10 leichte Spielstücke für 3 Klarinetten op. 187 a
- Ganz leicht für 2 Klar., 2 Altsax u. a. mit Baßstimme ad lib. op. 187 c
- 6 Holzbläsertrios für Flöte, Klarinette und Fagott op. 205 (Mozart, Haydn)
- Anfängerduette für 2 Flöten oder 2 Klarinetten op. 213
- 15 Klarinettentrios op. 215
- Duett-Bearbeitungen aus div. Heften op. 223
- Volksweisen für 3 Klarinetten und Baßklarinette (Fagott) op. 251 c
- Volksweisen für 3 Klarinetten op. 251 f
- 8 Flötenquintette für 5 Flöten op. 261
- Romanze aus einer Symphonie von Haydn für 3 Klar. und Fagott op. 274
- Adventmusik für 3 Flöten und 2 Klarinetten op. 278
- Variationen und Fuge über ein Tänzchen von Löhlein op. 281 (3Kl. + Fg.)
- 10 Quartette für 2 Flöten und 2 Klarinetten op. 296
- 6 Quintette für 2 Klarinetten, 2 Altsax und Tenorsax op. 301
- Liedsätze für 3 Flöten und 3 Klarinetten op. 302
- 8 Kleine Flötenquartette op. 303
- Quintett für Piccolo, 3 Klarinetten und Baßklarinette (Fagott) Opus 326 (5 Sätze)
- Holzbläserquintett für 2 Flöten, 2 Klarinetten und Fagott Opus 327 (9 Sätze)
- Passionsgedanken für 3 Klarinetten und Baßklarinette (3 Stücke) Opus 331 A
- Ausstellungsmusik für 2 Flöten und 2 Klarinetten op. 337
- Spielstücke für 2 Flöten, 2 Klarinetten und Altsaxophon Opus 345
- Quartett für 3 Klarinetten und Fagott Opus 348 (4 Sätze)
- Senioren unterwegs 5 Sätze für 3 Klarinetten und Fagott Opus 349
- Minutenmusik für 2 Flöten und Klarinette (10 Trios) Opus 353
- Kleine Quartette für 4 Klarinetten (3 Klar.u.Fagott o.a.) Opus 358
- 6 neue Quartett für 3 Klarinetten u.Fagott op. 361
- Sätze Alter Meister für 3 Klarinetten und Fagott Opus 382 / 1
- 8 Volkslieder mit Variationen für 3 Klarinetten und Fagott Opus 382 / 2
- Weihnachtslieder. 34 Sätze für 3 Klarinetten und Fagott Opus 382 / 3
- Sätze moderner Stücke für 3 Klarinetten und Fagott Opus 382 / 4
- 5 eigene Werke für 3 Klarinetten und Fagott Opus 382 / 5
- 10 Duette für 2 Fagotte Opus 387
- 16 Duette aus vergangenen Jahrhunderten (Bearbeitungen). Ohne Opuszahlen
- Praeludium und Fuge über die Initialen von Friedrich Cerha für 3 Klarinetten und Fagott oder Bassklarinette Opus 407
- Plauderei über ein Thema von Ennio Morricone für 3 Klarinetten und Fagott Opus 422
- Ständchen für 3 Klarinetten Opus 424

### Gemischte Bläsergruppen
- Der spate Abend für 3 Hörner und B -Klarinette op. 56
- Bläsersextett für Fl. Klar. Horn. Trp. Pos. und Tuba op. 125
- Quintett in 5 kleinen Sätzen für Klar. Trp. Tenh. Pos. Tuba op. 131
- 9 Quartette im 5/4 Takt für div. Besetzungen op. 137
- Septett für 2 Flöt. 2 Klar. 2 Hörner und Fagott op. 179
- Quintett für Klar. Trp.und 3 Tenorh.(Pos.) op. 186 (3 Sätze)
- 10 Trios für 2 Trompeten und Tenorhorn (Posaune) mit Soloflöte ad lib.op. 187 b
- Ganz leicht. Duette mit Baßstimme ad lib. variable Besetzg. op. 187 c
- Kleine Weihnachtsmusik für Flöte, Klarinette und Flügelhorn op. 204
- Trios für Altsax und 2 Hörner op. 206
- Duette für Altsax und Tenorhorn (Pos., Tuba) op. 233
- Spielstück f. 2 Fl. Klar. Trp. Pos. Schlagw. op. 244
- Duette für Klarinette und Tenorhorn (Pos. Tuba) op. 245
- Volksweisen für 2 Klarinetten und Tenorhorn (Pos.) op. 251 d
- Kleines Quartett für Oboe, Altsax und 2 Hörner op. 258 (4 Sätze)
- 13 leichte Musikstücke für Fl. 4 Klar. Altsax. 2 Trp. u. Tenh. op. 263
- Funktionärsfanfare für Fl. 2 Klar. Horn, 2 Trp. 2 Tenh. u. Tuba op. 282
- Spielstück f. 2 Fl. Klar. Ho. 2 Trp. Pos. Schlgw. op. 286
- Quintette für 2 Klar. 2Altsax. und Tenorhorn op. 301
- Festmusik für 7 Bläser (Fl. 3 Trp. 2 Tenh. Tuba) op. 304
- Eine kleine Neujahrsmusik für Klar. Trp. Horn. Tenh. Tuba op. 305
- Trios für 2 Hörner und Fagott op. 307
- Quintette für 2 Klar. 2 Altsax und Horn op. 312
- Zum Geburtstag viel Glück f. 2 Fl. 2 Klar. 3 Trp. Tenh. Pos. (Tuba) op. 315
- Stubenmusik für 2 Klarinetten und Posaune (Tuba) op. 321
- Kleine Suite für 2 Flöten, Klarinette und Horn op. 322
- Geburtstagsfanfare für Flöte, 2 Klarinetten, Trompete, Tenorh. und Bariton Opus 328 Nr.1
- Ein musikalischer Geburtstagsgruß Opus 328 Nr. 2 Besetzung wie Nr. 1
- Der Bummelpetrus (Bearbeitung) Opus 328 Nr. 3
- Der Klarinettenmuckl (Bearbeitung) Opus 329 Nr. 4
- Steinbründl – Meditation für 3 Klarinetten, Trompete und Baß Opus 333
- 12 Kleine Trios für Trompete und 2 Klarinetten Opus 334
- Sieben siebenstimmge Spielstücke für Flöte,2 Klarinetten, Trompete, Flügelhorn, Tenorhorn und Tuba op. 335
- Concertino piccolo für 2 Klarinetten, 2 Trompeten, Tenorhorn und Tuba op. 344
- Quintette für 3 Klarinetten, Horn und Tuba (Fagott) Opus 359
- 10 Duette für Horn und Klarinette op.366
- Zogen einst fünf wilde Schwäne. Lied aus Litauen mit Variationen für  2 Klarinetten und 6 Blechblasinstrumente Opus 401 b
- 9 Trios für Violine, Tenorblockflöte und Fagott Opus 402
- 5 Miniaturen für Flöte, Klarinette, Tenorhorn und Bariton Opus 403
- Quartett in 4 Sätzen für Sopransaxophon, Trompete, Tenorhorn und Tuba Opus 425 Nr.1 bis 4
- 3 Stücke für Klarinette und Tenorhorn Opus 429

### Solostücke mit Klavier
- Schwedisches Hirtenlied (Blockflöte u. a.) op. 18
- Romantische Studie (B-Trompete) op. 151 Nr. 1
- 6 Stücke für ein Blasinstrument und Klavier op. 208 Nr. 1–6
- 10 Bearbeitungen für ein Blasinstr. und Klavier op. 208 a Nr. 1–10
- Reigen seliger Geister von Gluck (Flöte, Klarinette) op. 208 a Nr. 12
- Schnelle Schlange aus der Schule von Mauz (Klarinette) op. 208 a Nr. 11
- Kleines Konzert für Trompete und Klavier op. 225 (3 Sätze)
- Concertino für B-Tuba und Klavier op. 256
- 14 Spielstücke für Klarinette und Klavier op. 259
- Kleines Konzert für Trompete, Tenorhorn und Klavier op. 277 (3 Sätze)
- Konzertante Stücke für Klarinette und Klavier op. 289
- Variationen über das Wachauer Schifferlied f. Flöte und Klavier op. 293
- 12 Spielstücke für Tenorhorn und Klavier op. 297 (auch Trompete)
- 10 Vortragsstücke für B-Tuba und Klavier op. 316
- 10 Spielereien für Trompete und Klavier op. 317 (auch Tenorhorn)
- 5 Spielstücke für 2 Flöten, 2 Klarinetten und Klavier op. 319
- Kurze Konzertstücke für 3 Trompeten, Tenorhorn und Klavier op.341
- Melodie für 1 Soloinstrument und Klavier (E-Piano, Orgel) op. 371

### Kirchenmusik
- Das Fest Mariä Namen (lat. Proprium) für Chor a cappella op. 1
- Lat. Messe über „Es ist ein Reis entsprungen“ für Chor a cappella op. 2
- Lauretanische Litanei deutsch für Chor, Volksgesang und Orgel op. 3
- Lat. Messe „O Jesu, vita mea“ für Chor und Orgel op. 4
- 4 Tantum ergo (lateinisch) für Chor a cappella op. 5
- Das Fest Mariä Verkündigung (lat. Proprium) für Chor a cappella op. 6
- Das Fest Peter und Paul (lat. Proprium) für Chor a cappella op. 7
- Tantum ergo in d – D (lat.) für Chor a cappella op. 8
- Ave Maria für Tenorsolo und kleines Orchester op. 9
- Fuga chromatica für Orgel op. 10
- Wie schön scheint die Sonn. Satz für Chor a cappella op. 11
- Der goldene Rosenkranz. Chorkantate a cappella op. 12
- Tantum ergo in D – Dur für Chor und kl. Orchester op. 13
- Lat. Messe über ein Choralthema für Chor und Orgel op. 14
- Der hl Gründonnerstag. Deutsches Proprium für Chor a cappella op. 15
- 7 Erntedanklieder für Chor a cappella op. 19
- Glückwunsch für Chor a cappella op. 20
- Zum Namensfest für Chor a cappella op. 21
- 3 Geistliche Liedsätze für Frauenchor op. 22
- 3 Weihnachtslieder für Chor und Instrumente op. 25
- Ave Maria für Sopransolo, Horn und Streicher op. 26
- Lobgesang für Männerchor deutsch op. 27
- O salutaris hostia (lat.) für Chor a cappella op. 29
- Die Mutter ist von uns gegangen. Grablied (Frauenchor) op. 30
- Die Mutter ist von uns gegangen. Grablied (Männerchor) op. 30
- Deutsches Hochamt (Schott Meßtext)für Männerchor op. 34
- Ganze Hingabe (Text Hl. Nikolaus von der Flüe) Frauenchor op. 36
- Der Hl. Ostersonntag. Lat. Proprium für Chor und Orchester op. 37
- Deutsches Requiem für Sopran, Alt, Bariton und Orgel op. 47
- Gott ist groß (eigener Text) für Männerchor op. 51
- Lobe den Herren. Satz für Männerchor op. 52
- Schönster Herr Jesus. Satz für Männerchor 53
- Beim letzten Abendmahle. Satz für Männerchor op. 54
- Engelgesang für Frauenchor oder Gem. Chor und Streicher op. 58
- In dieser Nacht. Satz für Frauenchor op. 59
- Lobt froh den Herren und Schönster Her Jesus. Sätze für Frauench. op. 63
- Messe zu Ehren der Gottesmutter. Deutsches Proprium für Männerchor op. 64
- Messe zu Ehren der Gottesmutter. Fassung für Gemischten Chor op. 64 a
- Catena legionis (lat. Antiphon) für Frauenchor op. 69
- Deutsche Festmesse (Psalmenproprium) Chor, Volk Bläserquartett op. 75
- Ave Maria zart. Satz für Frauenchor op. 76
- Erde singe. Satz für Frauenchor op. 78
- Lobe den Herren. Satz für Frauenchor op. 79
- St. Joseph geht von Tür zu Tür Satz für Gem. Chor op. 84
- Du Herr, gehst uns voran. Rhythm. Lieder für Bläser, Git. Orgel op. 86
- Kindermesse für Orff – Instr. und 3 Geigen op. 89
- Maria Steinbründl – Lied für Chor a cappella op. 93
- Zur Kinder und Mütter – Segnung für Chor a cappella op. 99
- Morgenstern der finstern Nacht. Satz für Frauenchor op. 111
- Versch. Kirchenliedsätze op. 121
- Missa Papae Joanni Pauli secundi. Lat. (7-stimmiger Chor, 17 Bläser, Pk.) op. 128
- Vater unser aus der 1. Duisburger Messe für Chor a cappella op. 141
- So nimm denn meine Hände. Versch. Sätze op. 162 Nr. 3
- Ave Maria aus einem Liederheft. Satz für Frauenchor op. 164
- Kleine Weihnachtsmesse deutsch. Chor und 10 Blasinstrumente op. 165
- Maria durch ein´ Dornwald ging. Satz für Chor a cappella op. 174
- Macht hoch die Tür. Satz für Chor a cappella op. 174
- Ave Maria von Bach-Gounod. Bearb. für 2 Flöten, Violine und Orgel. op. 177
- Deutsche Messe von Schubert. Anspruchsvolle Sätze für Blasorch. op. 184
- Lobpreis (Sonnengesang des hl. Franz von Assisi). Chor und 4 Bläser op. 210
- Deutsche Messe (eigene Texte) für Chor und Streicher op. 226
- Deutsche Messe von Michael Haydn für Hornquartett op. 232
- Deutsche Messe von Michael Haydn für Posaunenquartett op. 232 a
- Komm Schöpfer Geist (für Papstmesse am 20. Juni 1998 in St.Pölten). Chor, Volk 19 Bläser op. 237
- Eibesthaler Passionsmusik (27 Nummern) für 9 Bläser und Orgel op. 242
- Wie brannte unser Herz für Chor, Flöte und Streicher op. 243
- Maria durch ein´ Dornwald ging. Vorspiel Satz für 10 Bläser op. 253
- Deutsches Osterhochamt. Chor, Orgel, Orchester op. 254
- Deutsche Chormesse (eigene Texte) Chor und 6 Bläser op. 260
- Passauer Postludium für Bläserquartett, Pauken, Orgel op. 264
- Messe von Lorenz Maierhofer. Bearb. für Chor, 3 Geigen, Baß (Fagott) op. 269
- Kyrie zur Deutschen Weihnachtsmesse von Johann Pretzenberger. Chor, Orgel, Str. ohne Opuszahl
- Floriani – Messe für Blasorchester (ohne Text) op. 283
- Lateinische Messe für Solosopran, Chor und Blasorchester op. 320
- Ave Verum Corpus von Mozart für Blasorchester. Ohne Opuszahl
- Nibelungenmesse für 4 Parforcehörner in Es (9 Teile) Opus 330 (ohne Text)
- Meerstern, ich dich grüße mit Vorspiel, 5 Zwischenspielen, Nachspiel (10 Bläser) und Blasorchester op. 350
- Der Engel des Herrn. Satz für Chor, Volksgesang und Holzbläserquartett Opus 388
- Deutsche Messe für die Heilige Nacht. Chor (Tenor ad lib.) und Bläserquintett (Flöte, Oboe, Klarinette, Horn und Fagott) Op. 390
- Kleine Messe deutsch für Sopran Alt Bariton und Holzbläserquartett Opus 405
- Kleine Totenmesse für Sopran, Alt Bariton und Orgel oder Bläserquartett und Soloinstrument oder Streichquartett und Flöte Opus 409
- Ave Maria (lateinisch) für Chor, 3 Klarinetten und Fagott Opus 412
- 2 Ave Maria für Sopran Solo und Orgel (Nr.1 Es-Dur, Nr. 2 G-Dur) Opus 423 1 und 2
- Kleine lateinische Messe über österliche Motive für Sopran, Alt, Bariton, 3 Klarinetten, 3 Trompeten und Posaune Opus 427